# راؤول هيد
راؤول هيد (بالنرويجية البوكمول: Raoul Heide)‏ هو مبارز بالسيف نرويجي، ولد في 13 أكتوبر 1888 في باريس في فرنسا، وتوفي في 21 فبراير 1978 في سارتروفيل في فرنسا.

## وصلات خارجية
- راؤول هيد على موقع اللجنة الأولمبية الدولية (الإنجليزية)
- راؤول هيد على موقع أوليمبيديا (الإنجليزية)